# 敖德薩動物園
敖德薩動物園（烏克蘭語：Одеський зоопарк）是烏克蘭敖德薩的動物園，成立於1938年，現兼有教育、文化與科學研究功能。

## 歷史

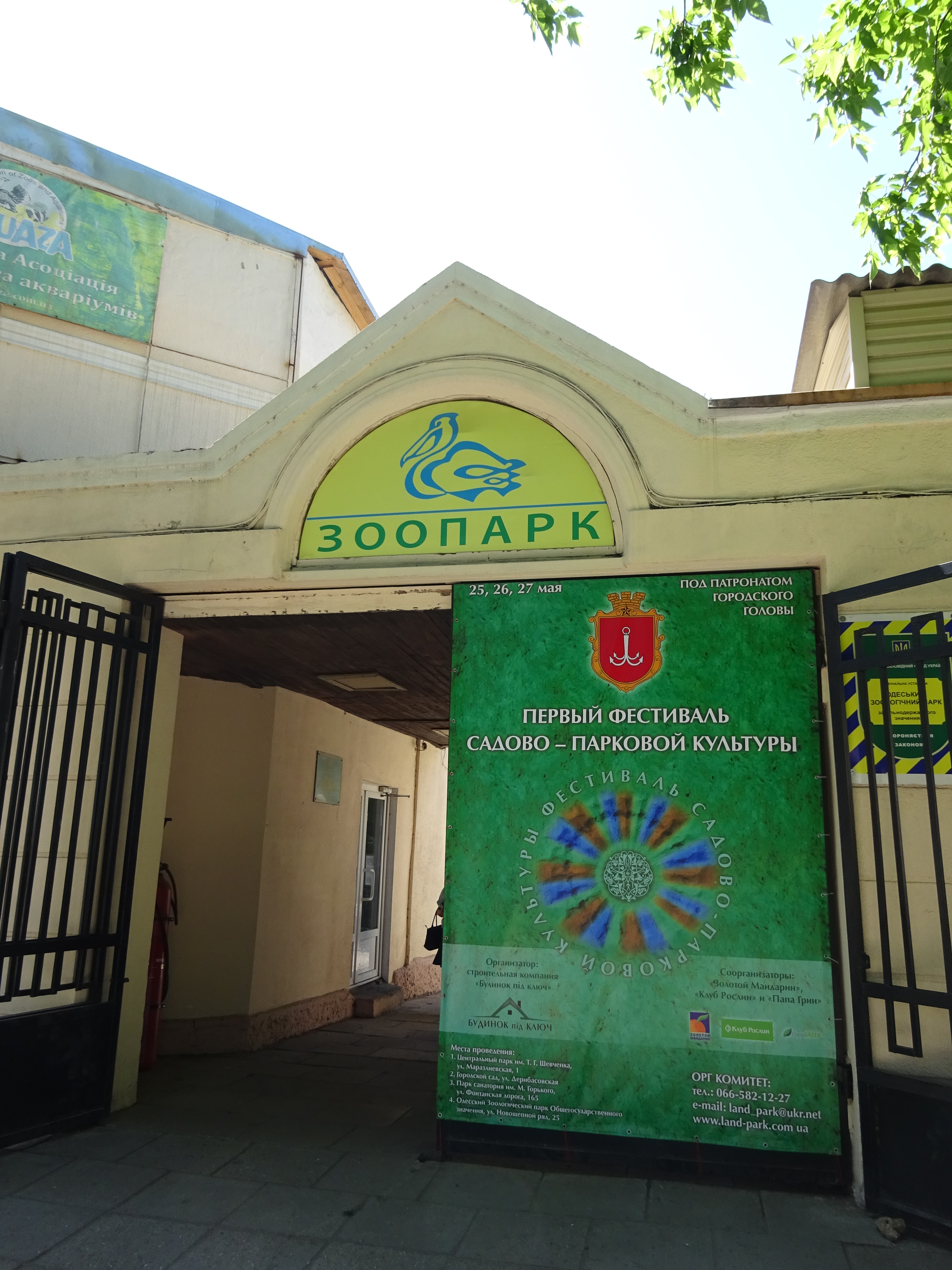
動物園入口

1889年敖德薩建市百年之際首次有建設動物園的草案提出，1914年市杜馬正式批准建設動物園的計畫，但隨即因第一次世界大戰與烏克蘭獨立戰爭而擱置，直至1922年方才開工，1938年完工開放。1992年此動物園成為烏克蘭的自然保護區；2013年5月動物園成為歐亞地區動物園與水族館協會的成員。
敖德薩動物園設有一猛禽復育中心，並有一水族館。2016年此動物園已有超過150種動物，並成功繁殖遠東豹、普氏野馬、土庫曼野驢、歐洲摩弗侖羊、阿拉伯狒狒、棕熊、獵隼與鵰鴞等瀕臨絕種的動物。1992年動物園成功繁殖了印度象。
2022年俄羅斯入侵烏克蘭期間敖德薩動物園關園，許多市民將寵物寄養在動物園中，共有400餘隻兔、鼠、鳥類與爬行類動物

## 參考文獻

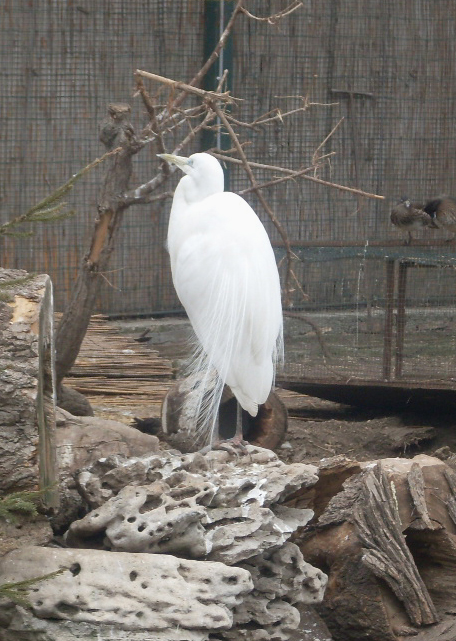
大白鹭
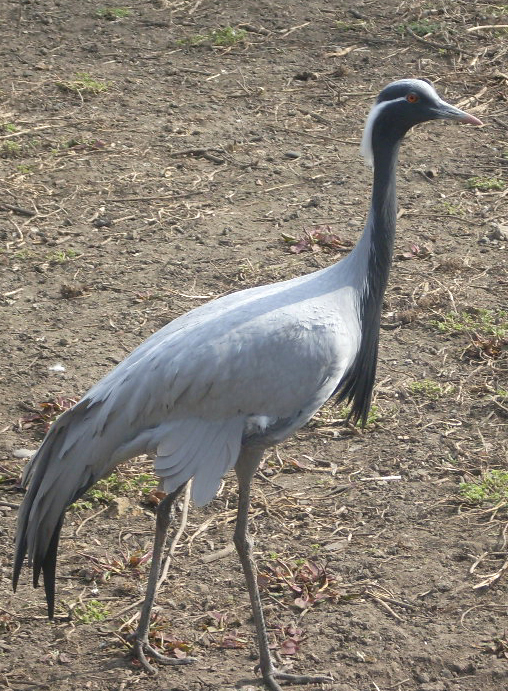
蓑羽鹤
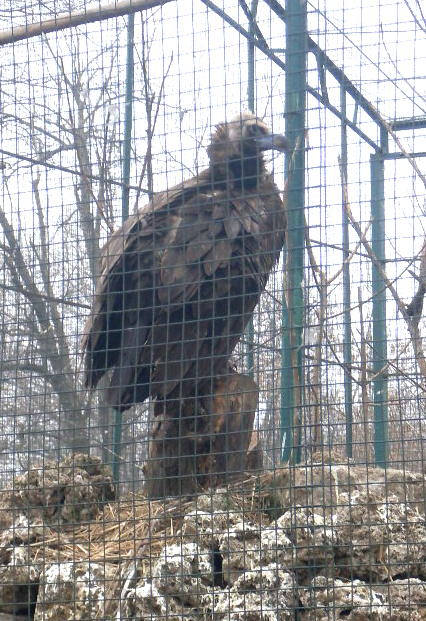
秃鹫
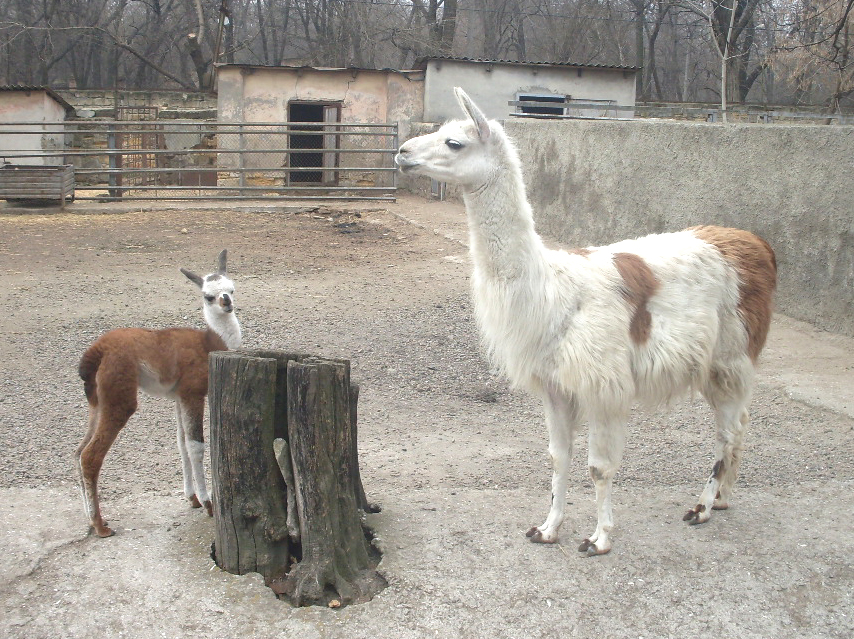
大羊駝
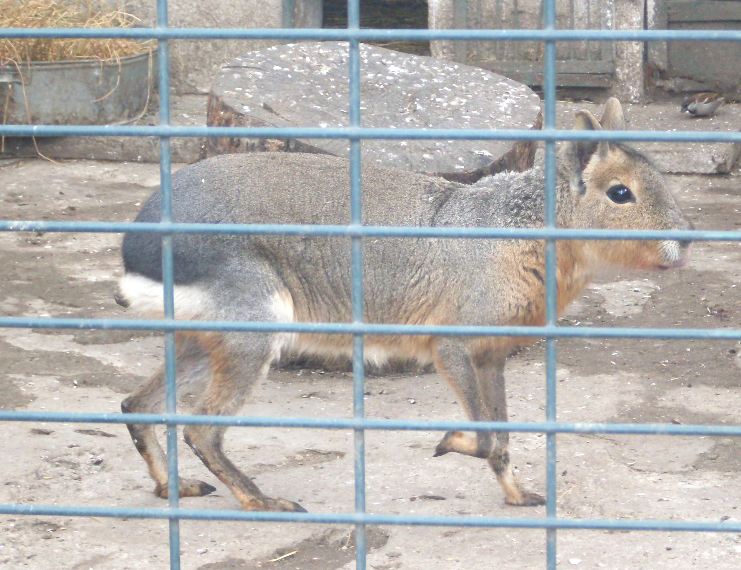
巴塔哥尼亚豚鼠
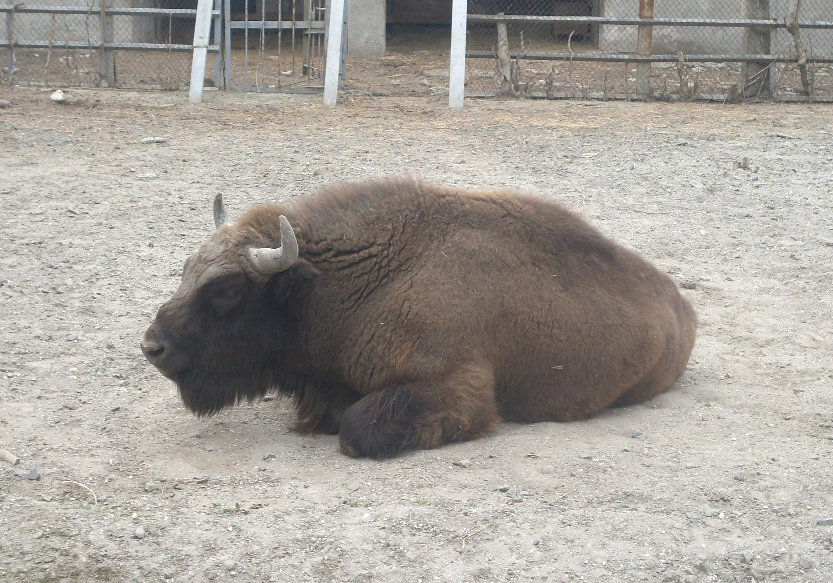
欧洲野牛
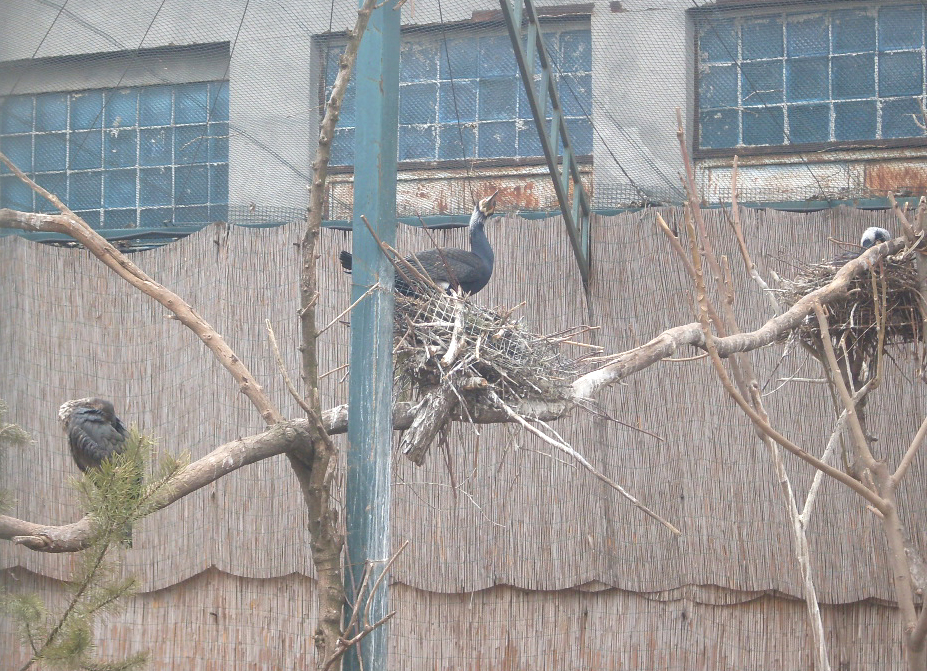
普通鸕鶿
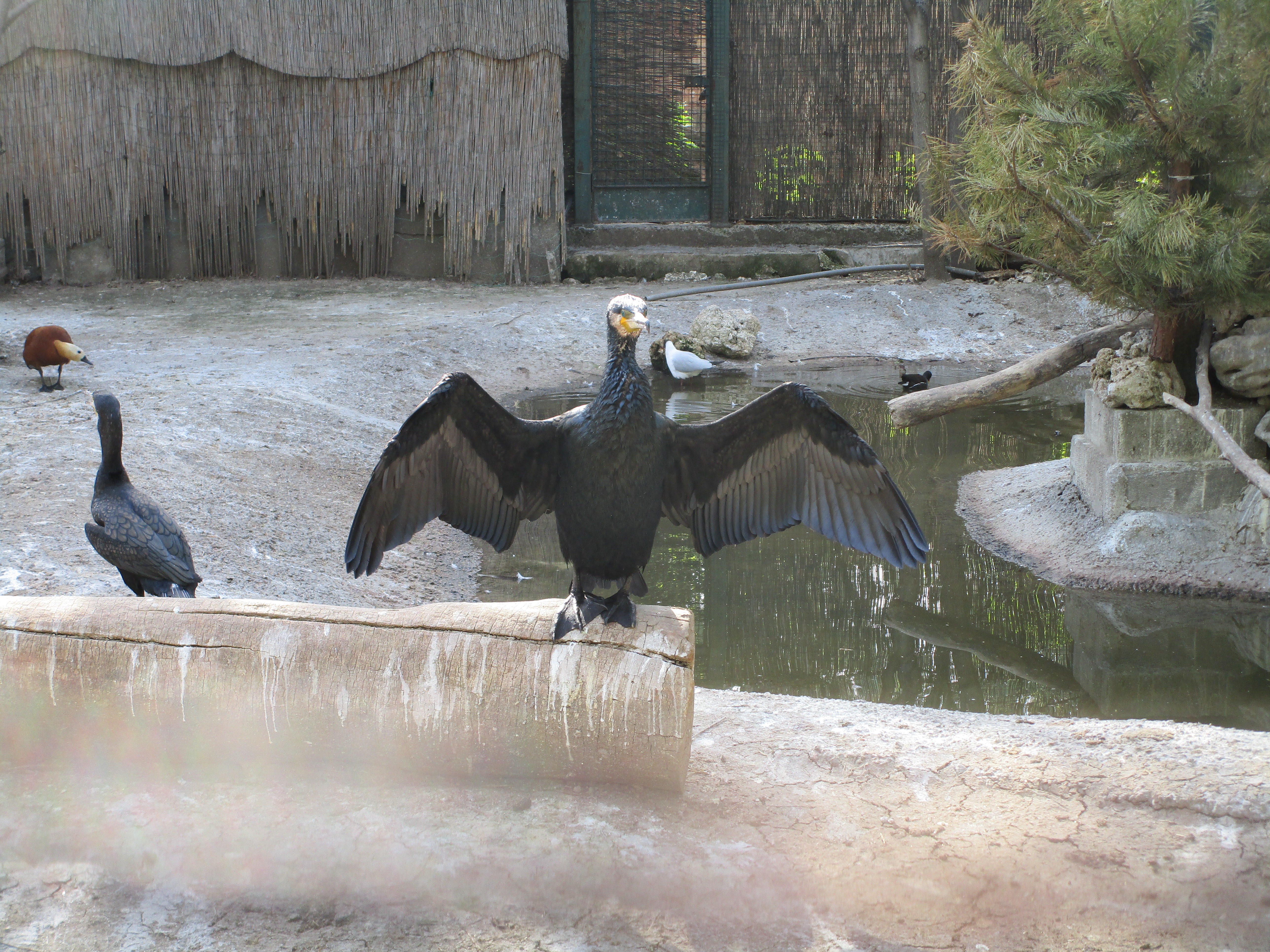
鸕鶿
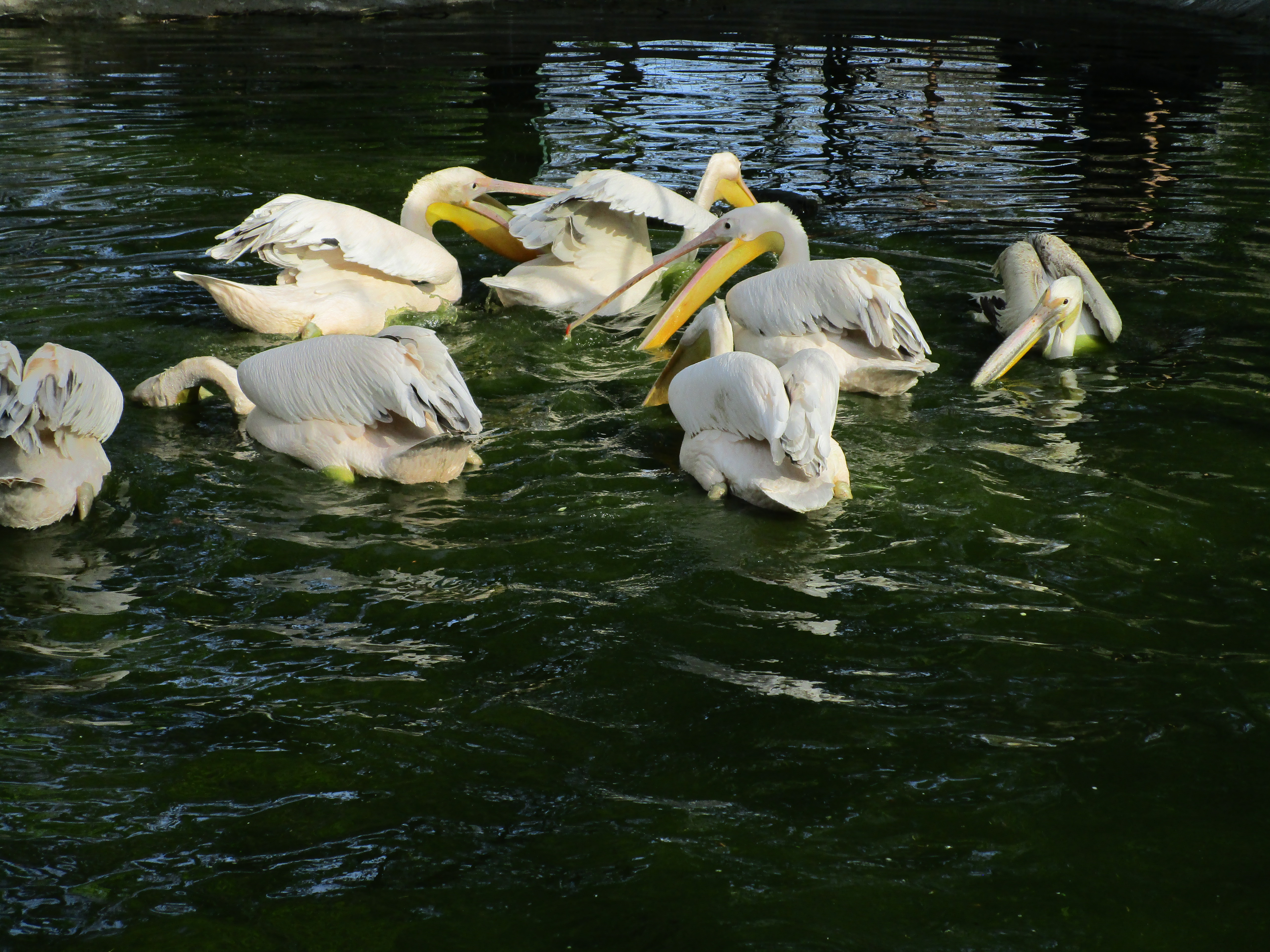
鵜鶘
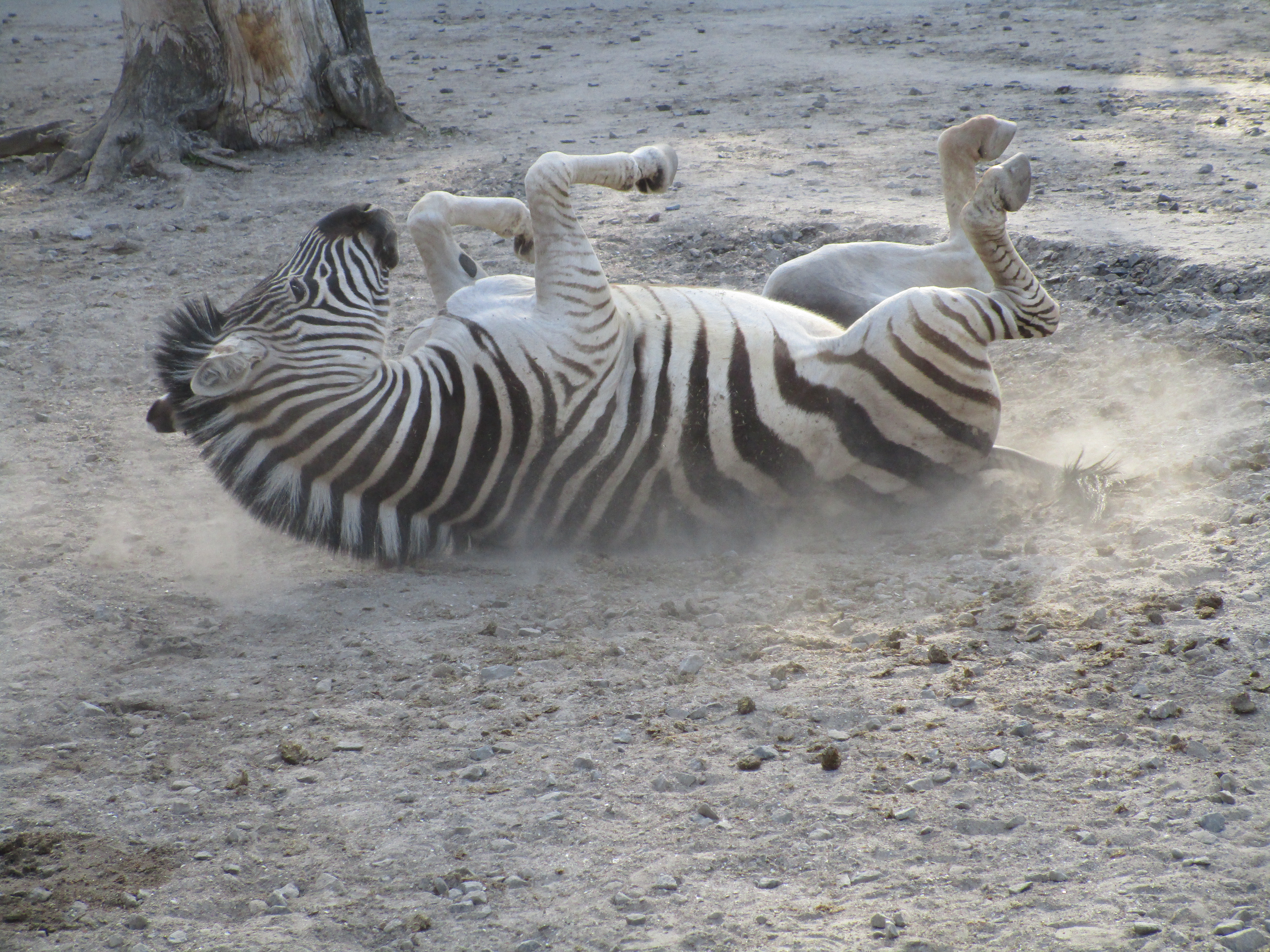
斑馬
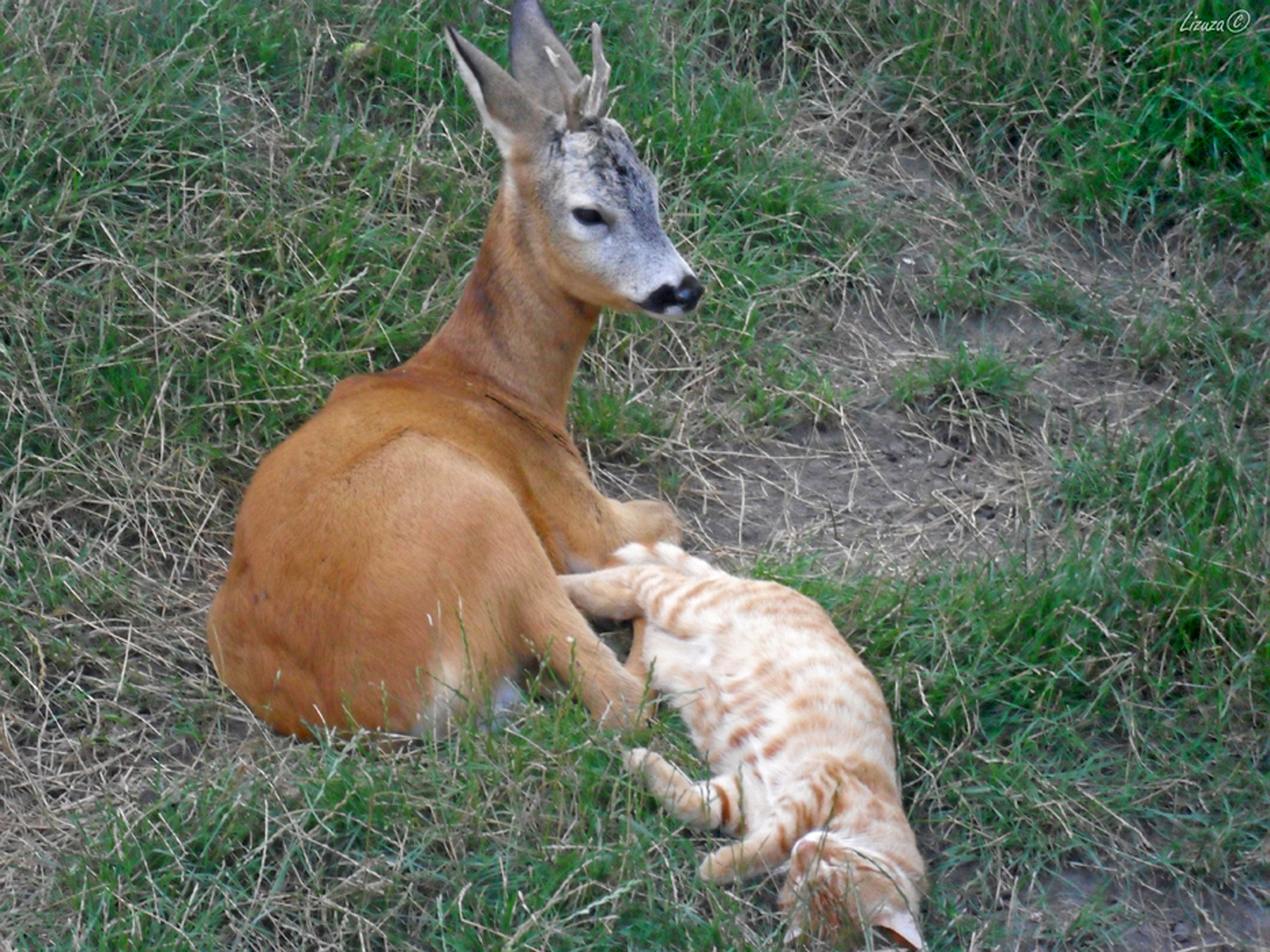
西方狍
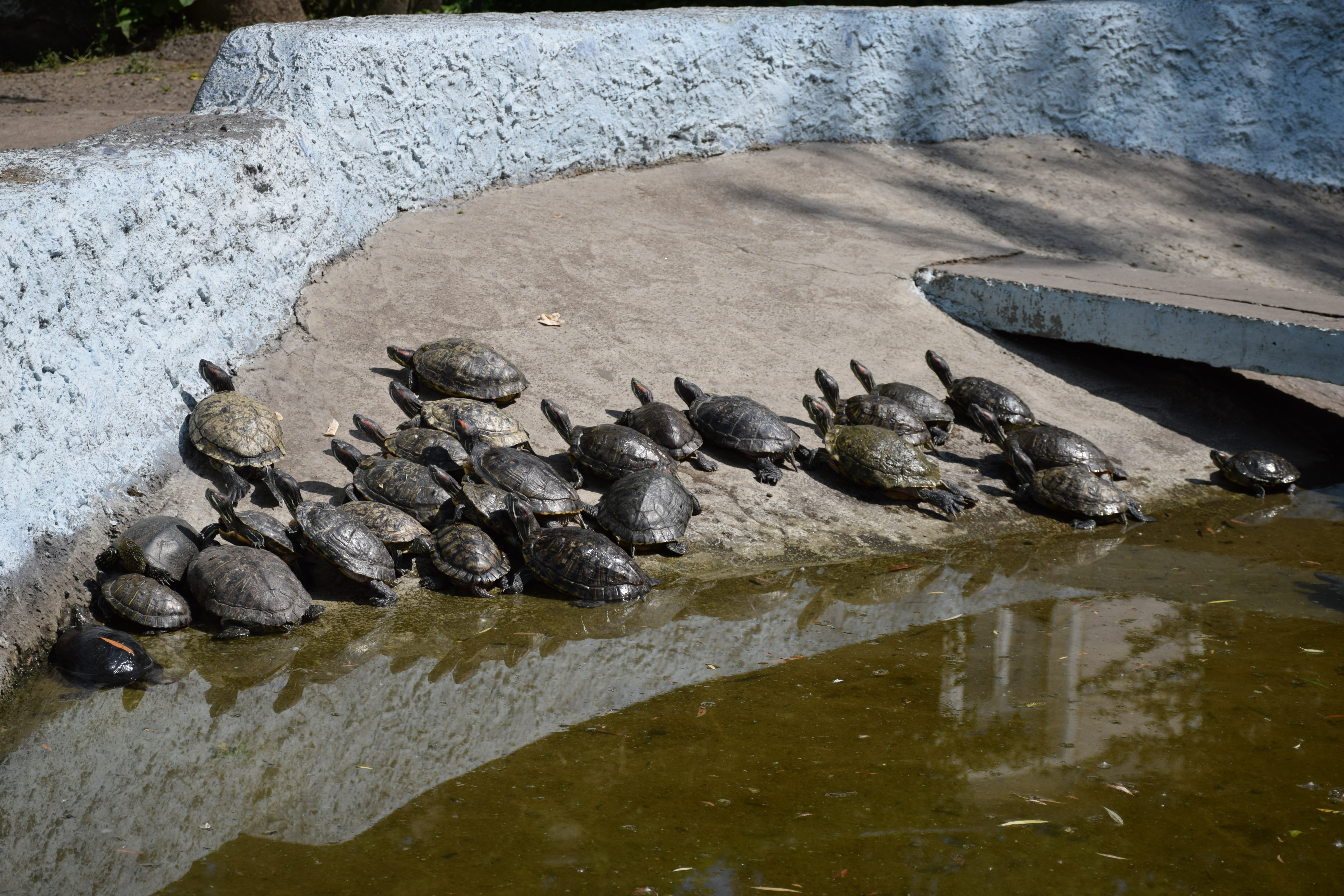
水族館中的烏龜